# Tomáš Butta
Tomáš Butta (* 12. června 1958 Praha) je teolog, duchovní, pedagog a 8. biskup-patriarcha Církve československé husitské.

## Život
Po absolvování pražské Husovy československé bohoslovecké fakulty přijal v roce 1984 svátost svěcení kněžstva Církve československé husitské a byl ustanoven farářem v Královéhradecké diecézi. Působil v náboženských obcích Semily a Turnov. V roce 1997 získal doktorát teologie, týž rok začal působit jako farář v Praze a současně jako odborný asistent na Husitské teologické fakultě Univerzity Karlovy. V roce 1999 byl zvolen generálním tajemníkem osmého sněmu Církve československé husitské. T. Butta je ženatý a je otcem tří synů. Je autorem řady písní, biblických dramatizací, článků i odborných prací.

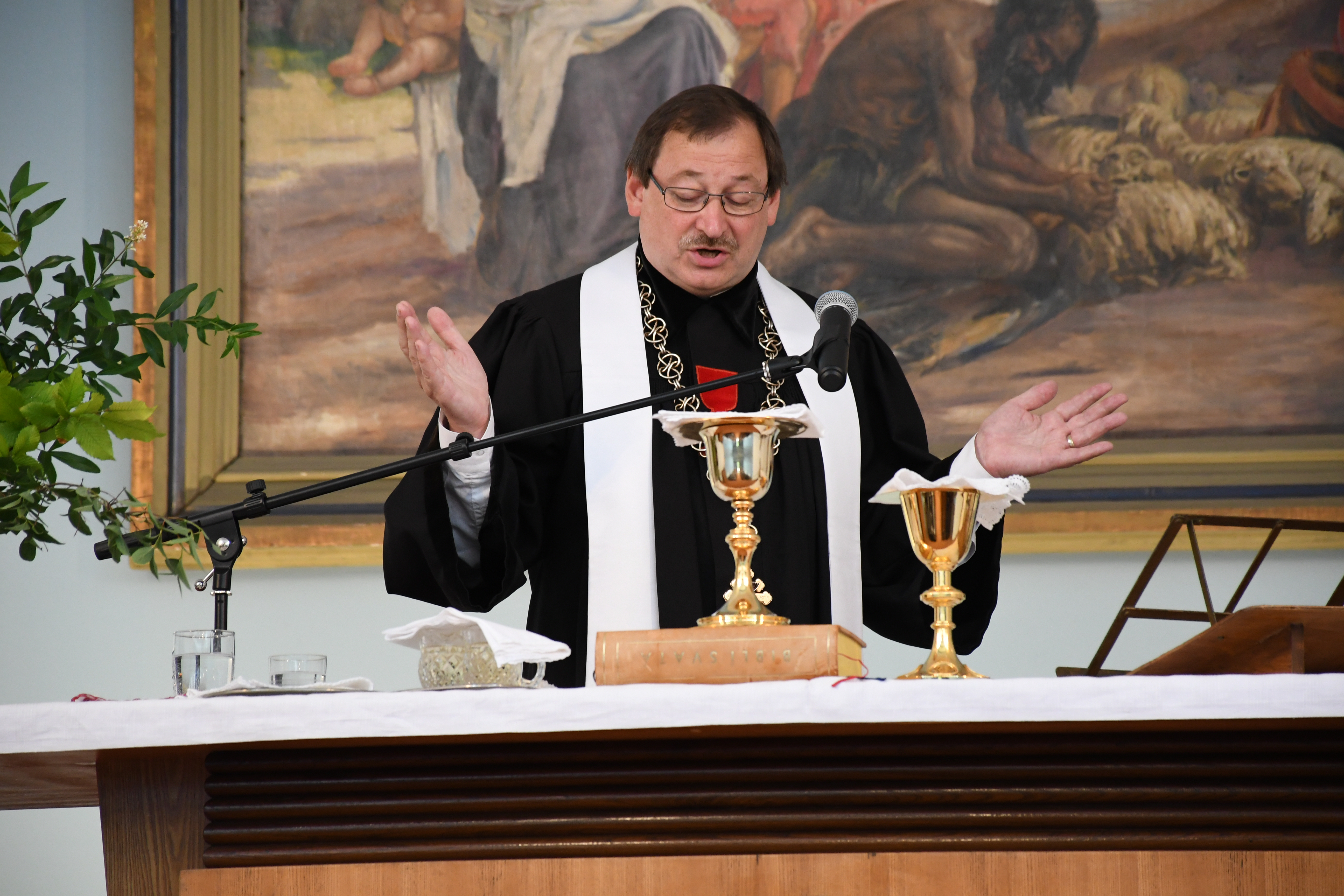
při bohoslužbě

Dne 23. září 2006 byl zvolen 8. patriarchou Církve československé husitské. Potřebný počet hlasů získal už v prvním kole. Dne 28. září 2006 v chrámu sv. Mikuláše na Staroměstském náměstí byl ordinován biskupem a následně instalován (uveden) do úřadu patriarchy. Církevní volební sněm jej dne 21. září 2013 opětovně zvolil na další sedmileté období.
Dne 28. září 2020 dokončil druhé sedmileté funkční období patriarchy Církve československé husitské (2006-2013, 2013-2020). Vzhledem k tomu, že z důvodu koronavirové pandemie nebylo možné uskutečnit volební sněm v plánovaném termínu, byl dne 23. 9. 2020 usnesením církevního zastupitelstva pověřen od 29. 9. 2020 správcem církve, vykonávajícím všechny úkoly patriarchy. Funkci správce církve vykonával do 6. července 2021.

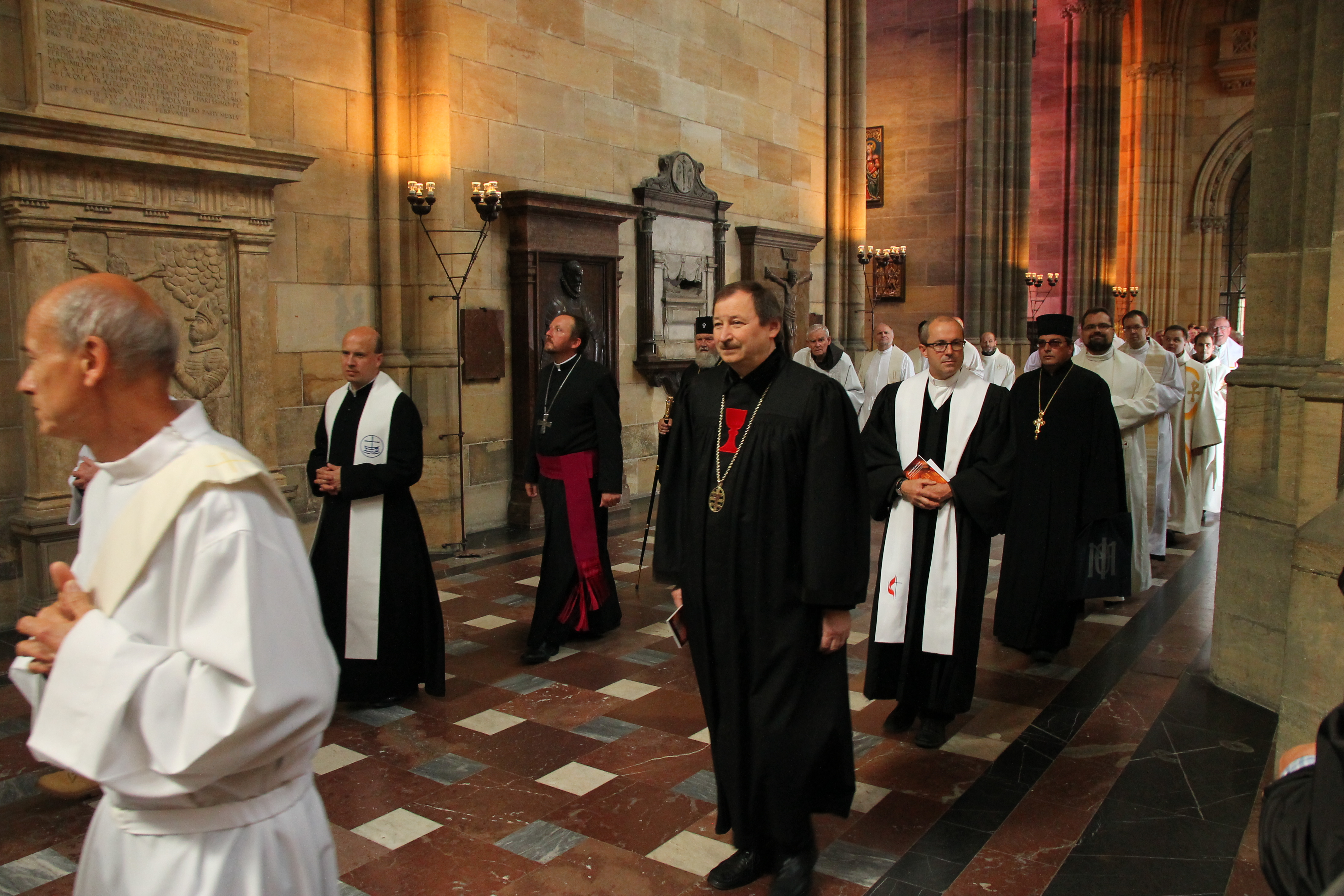
účast na biskupském svěcení Zdeňka Wasserbauera, rok 2018

Dne 19. června 2021 byl na volebním sněmu v Husově sboru v Praze 6 – Dejvicích zvolen potřetí patriarchou Církve československé husitské. Dne 6. července 2021 na svátek Mistra Jana Husa byl při bohoslužbě v chrámu sv. Mikuláše na Staroměstském náměstí v Praze uveden do úřadu patriarchy na následující funkční období.